# Maska (zbiór dzieł)
Maska – zbiór opowiadań i scenariuszy spektakli telewizyjnych Stanisława Lema. Po raz pierwszy wydany nakładem Wydawnictwa Literackiego w roku 1976. 
W późniejszych wydaniach (Wydawnictwo Literackie 2003, Agora 2010) tytuł Maska nosi zbiór opowiadań Lema nienależących do większych cykli, wydany wcześniej przez Interart pod tytułem Zagadka. Opowiadania.

## Spis utworów
- Maska (pierwodruk "Kultura" 1974)
- Ze wspomnień  Ijona Tichego - Profesor A. Dońda  (pierwodruk "Szpilki" 1973, później Kroki w nieznane V, Iskry antologia 1974,  Dzienniki gwiazdowe, Czytelnik 1982 i wszystkie późniejsze wydania)
- Sto trzydzieści siedem sekund
- Edukacja Cyfrania: (opowiadania świata Cyberiady)
  - Opowieść pierwszego Odmrożeńca
  - Opowieść drugiego Odmrożeńca
- Wierny robot - widowisko telewizyjne (po raz pierwszy w zbiorze Noc księżycowa 1963)
- Wyprawa profesora Tarantogi - widowisko w sześciu częściach (po raz pierwszy w zbiorze Noc księżycowa 1963)
- Dziwny gość profesora Tarantogi - widowisko telewizyjne (po raz pierwszy w zbiorze Noc księżycowa 1963)

Profesor A. Dońda wznawiany jest od 1982 w kolejnych wydaniach Dzienników gwiazdowych, Edukacja Cyfrania od 2001 w kolejnych wydaniach Cyberiady, natomiast Wierny robot, Wyprawa profesora Tarantogi i Dziwny gość profesora Tarantogi od 2000 w zbiorze Przekładaniec.

## OpowiadanieMaska
Tytułowe opowiadanie jest krzyżówką dwóch gatunków literatury fantastycznej: fantastyki naukowej i fantasy. Opowieść jest umiejscowiona w świecie poniekąd quasi-feudalnym, ale jednocześnie niezwykle zaawansowanym technologicznie. Niezwykle skomplikowany, owado-podobny robot jest na początku przebrany za przepiękną kobietę. Jego zadaniem jest zabicie naukowca, który jest wysokiej rangi dysydentem (co czyni to opowiadanie także opowiadaniem politycznym). Maska pierwotnie miała być częścią przynależącego do Cyberiady opowiadania Edukacja Cyfrania, ale ostatecznie ukazało się jako osobny utwór.
Recenzent „Fantastyki” (7/84, s. 54) o pseudonimie „an” opisał je jako "przede wszystkim gorzką refleksję z nieograniczonych sposobów nadużywania techniki" i komentarzem na temat determinizmu.

## Ekranizacje opowiadań
- Wyprawa profesora Tarantogi, 1992 – spektakl telewizyjny w reżyserii Macieja Wojtyszki, w rolach głównych: Tadeusz Huk (Profesor Tarantoga) oraz Piotr Cyrwus (Magister Janusz Chybek)
- Opowiadanie Maska zostało zaadaptowane w 2010 przez Braci Quay. Ścieżkę dźwiękową do filmu animowanego, zrealizowanego przez studio Se-ma-for, skomponował Krzysztof Penderecki.[2]

## Czytaj też
- Dariusz Brzostek, 2005, ""Maska" Stanisława Lema, czyli narodziny umysłu z ciała maszyny", w: Polska literatura fantastyczna. Interpretacje, red. Andrzej Stoff & Dariusz Brzostek, UMK